# ウエストパーク松阪
ウエストパーク松阪（ウエストパークまつさか）は、三重県松阪市にあるみえなか農業協同組合（JAみえなか）が運営する農業公園である。

## 概要
1993年（平成5年）4月に当時のJA松阪が伊勢自動車道松阪ICにほど近い地点に開設。イチゴ狩り体験や特産の松阪牛を提供するレストラン等の施設を有する。2004年（平成16年）4月21日には北隣に松阪農業公園ベルファームがオープンし、出資者としてほぼ一体的に運営されるようになった。
- 所在地：〒515-0845  三重県松阪市伊勢寺町595番地の1

## 歴史
- 1993年（平成5年） - 開園。
- 2004年（平成16年）4月21日 - 松阪農業公園ベルファームが開園。
- 2007年（平成19年）4月30日 - ファーマーズマーケット「ウエストパークきっする」を閉店。
- 2009年（平成21年）5月1日 - 農場バーベキューレストランMou＆Buuが開店[1]。

## 施設
ハッピー農園
イチゴ狩りを楽しめる。ハウス栽培を行っており、12月下旬から5月下旬まで営業している。
花摘み園
こちらもハウス栽培されており、2月上旬から5月下旬までストックを摘み取ることができる。
ふれあい農園
1区画約30m2の畑を地域住民に開放している。野菜や花を自由に栽培することができる。三重県を中心とした東海地方でラーメン店「あじへい」等を経営するダイムグループの「ちびっこクラブ」会員向けの「いも掘り体験」も開催される
研修センター
グラウンドゴルフ
8ホールを用意。料金は1時間で大人300円、中学生以下200円（用具貸出代込）。
食彩ゆらら
仕出し・弁当専門店。
農場バーベキューレストランMow＆Buu
2009年（平成21年）5月1日に開店した食べ放題の焼き肉レストラン。店名の由来はウシの鳴き声「Mow（モー）」とブタの鳴き声「Buu（ブー）」から。牛肉は松阪牛をメインとした黒毛和牛、豚肉は三重県産のものを使用している。また野菜はベルファームの農家市場から新鮮なものを入荷している。水曜定休。

## 交通
自動車
- 伊勢自動車道松阪ICより三重県道59号松阪第2環状線を東へ約500m。

公共交通
- JR・近鉄松阪駅よりタクシーにて約20分